# Juraj Fándly

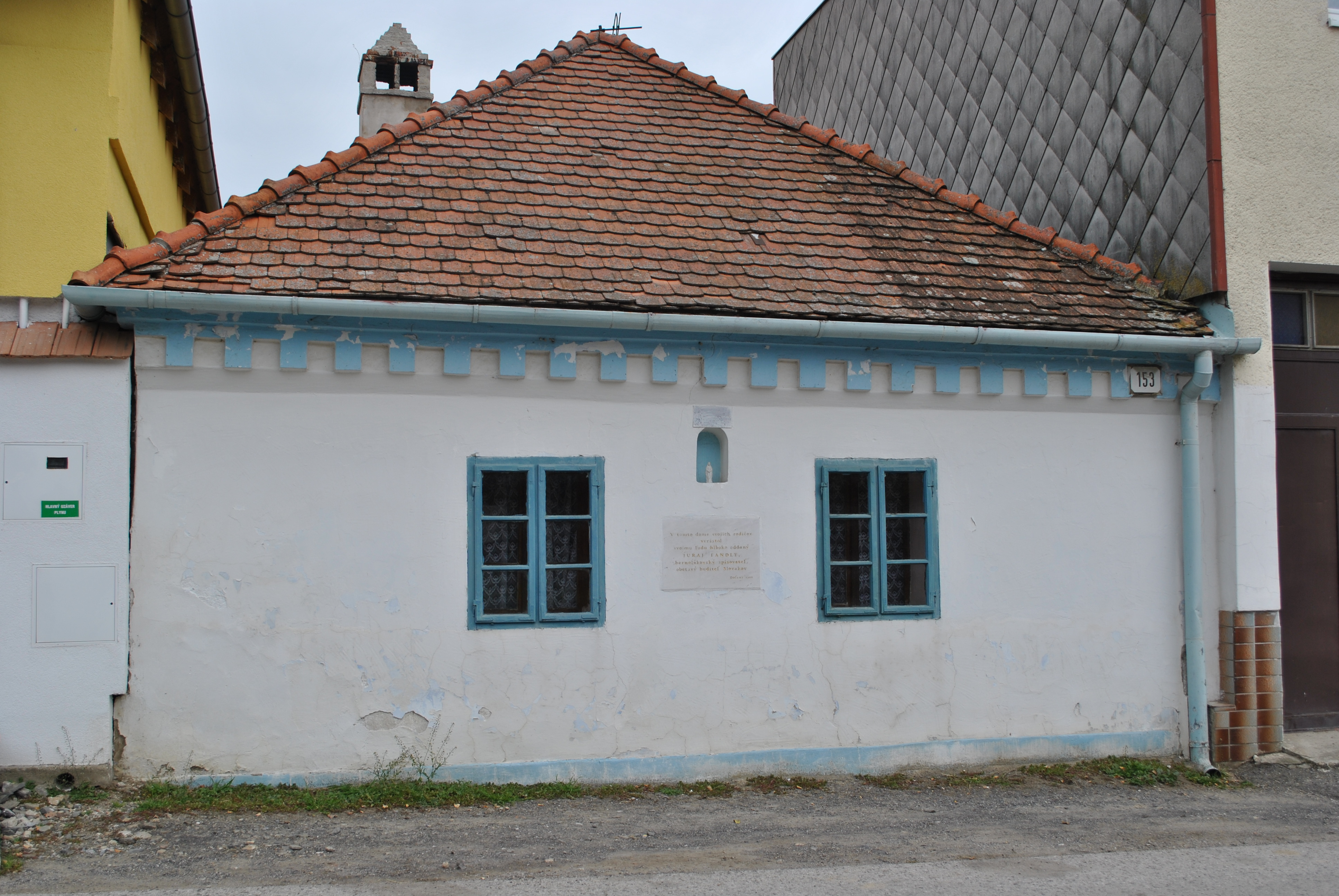
La casa di famiglia a Doľany

Juraj Fándly (Častá, 21 ottobre 1750 – Ompitál, 7 marzo 1811) è stato uno scrittore, presbitero, entomologo e storico slovacco.

## Biografia
Nacque in una famiglia di artigiani e contadini. I suoi genitori vissero provvisoriamente a Častá dal 1748 al 1750. Dopo la morte del padre, la madre si trasferì nel vicino villaggio di Ompitál, oggi Doľany.
Qui Juraj iniziò a frequentare la scuola elementare. Dal 1766 al 1767 studiò al liceo degli scolopi a Svätý Jur. Dal 1767 al 1768 studiò dai francescani a Mária Hát, poi in altre scuole dai cappuccini e dai petrini. Per la sua salute cagionevole non fu accettato da nessun ordine religioso. Nel 1771 incominciò il corso di teologia a Buda e dal 1773 proseguì nel seminario di Trnava.
Fu ordinato sacerdote il 15 febbraio 1777 e inizialmente svolse il suo ministero a Sereď, poi a Lukáčovce vicino a Nitra. Dall'autunno del 1780 al gennaio del 1807 fu parroco di Naháč, la parrocchia più povera di tutto il vicariato.
Fándly anche in queste circostanze molto difficili riuscì a compiere un intenso lavoro. Divenne fattore della manifattura di Šaštín e insegnò ai suoi poveri parrocchiani la coltivazione del cotone, in modo da sollevarli dall'indigenza e dalla fame. Fu erborista e medico del villaggio. Compì un notevole sforzo, per elevare il livello dell'agricoltura primitiva della sua parrocchia. Questo lavoro varcò i confini della sua parrocchia e si rifletté nella sua opera di divulgatore.
Le privazioni materiali, la diffidenza, l'ostilità da parte delle autorità ecclesiastiche, minarono la sua salute e così malato, stanco e disgustato andò dalla famiglia a Ompitál, dove trascorse gli ultimi quattro anni di vita in relativa tranquillità. Fu sepolto al cimitero del paese: della sua tomba, conosciuta fino al 1905, si sono poi perse le tracce. Nel 1950 gli fu eretto un monumento funebre nella parte centrale del cimitero.

## Attività letteraria
Tra il 1787 e il 1788 entrò in contatto con il gruppo di giovani patrioti della cerchia di Anton Bernolák. Dopo la prima codificazione della lingua slovacca (Bernolávčina), chiesero a Fándly di pubblicare nella nuova lingua la sua opera  Dúverná zmlúva..., di cui erano già stati scritti alcuni capitoli. Fándly accettò, sicché quel libro fu il primo scritto nella nuova lingua. Oltre a quest'opera si dedicò principalmente a scrivere libri di suggerimenti e consigli intorno all'agricoltura e alla salute delle persone, con cui intendeva giovare non solo alla sua parrocchia. Oltre alle opere divulgative, pubblicò anche le sue prediche e alcune poesie.

### Opere
- 1789 - Dúverná zmlúva medzi mňíchom a diáblom o prvních počátkoch, o starodávních, aj včúlajších premenách reholňíckích ("Contratto confidenziale tra un monaco e il diavolo sugli esordi e sulle innovazioni antiche e moderne per i contadini"), prima opera nella lingua slovacca codificata da Anton Bernolák (Bernolávčina)
- 1792 / 1800 - Piľní domajší a poľní hospodár  ("Laborioso in casa e padrone al campo")
- 1793 – Krátke dejiny slovenského národa Compendiata historia gentis Slavae ("Storia compendiata del popolo slavo")
- 1793 – Zeľinkár ("L'erborista")
- 1795 / 1796 - Príhodné a svátečné kázňe ("Prediche attuali e festive")
- 1800 – O nemocách ai o viléčeňú nezdravéj rožnéj lichvi, ("Sulle malanni ossia sui diversi medicamenti per guarire dalle malattie"), uscito in seconda edizione nel 1825
- 1801 - O úhoroch ai včelách rozmlúváňí ("Discorso sul maggese e sulle api")
- 1802 - Slovenskí včelár ("L'apicoltore slovacco")
- Vzdych a nárek (Gemitus et lamentatio) ("Gemito e lamento"), poesia
- Prátelské porozumeňí (Amica cointelligentia) ("Amichevole comprensione"), poesia